# Stablack
Le Stablack, d'après son nom allemand, ou les collines de Górowo (en polonais : Wzniesienia Górowskie), d'après la ville de Górowo Iławeckie, est une région naturelle polonaise et russe correspondant à la partie nord-ouest de la voïvodie de Varmie-Mazurie, et à la partie la plus au sud-ouest de l'oblast de Kaliningrad, régions de l'ancienne Prusse-Orientale. La région fait partie de l'ancienne plaine prussienne (pl), macrorégion géomorphologique de la Pologne (de) et de l'oblast de Kaliningrad, au sein de la plaine d'Europe orientale.
Les principales villes du Stablack sont Domnau, Preußisch Eylau, Landsberg an der Warthe, Mehlsack, Heiligenbeil et Zinten, villes aujourd'hui renommées en nom polonais ou russes.

## Étymologie
Le nom du Stablack vient des pierres et des rochers que l'on trouve partout. Le mot du vieux prussien stabis signifie « pierre » et le mot laucks signifie « champ », donnant champ des pierres, d'après le nombre important de pierres venant des moraines que l'on peu trouver.

## Géographie

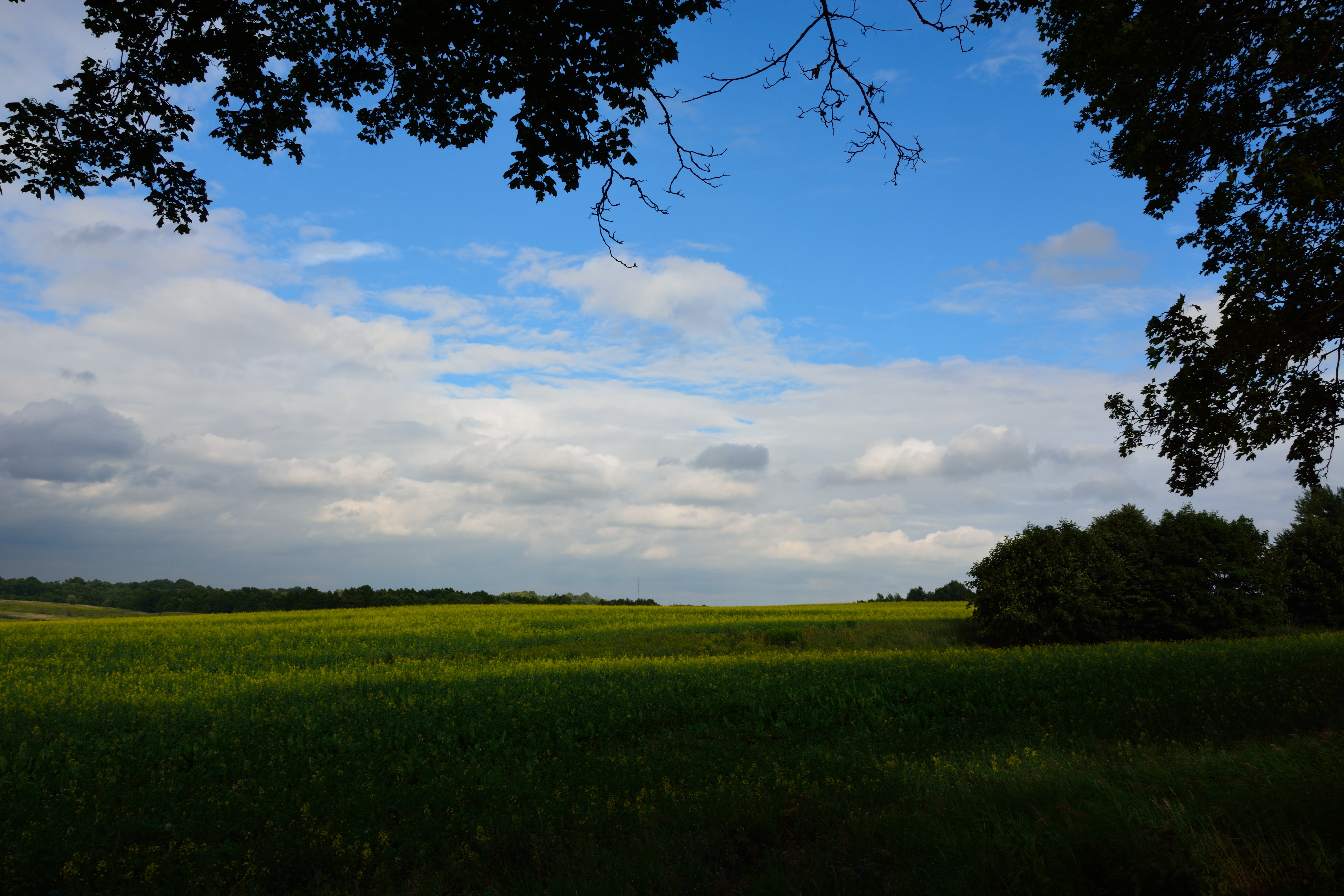
Plaine vers le village de Kornevo, Russie.

Le paysage du Stablack est situé dans le nord-ouest de la voïvodie de Varmie-Mazurie, dans le nord-est de la Pologne, ainsi que la partie la plus au sud-ouest de l'oblast de Kaliningrad, dans ce qui est au sud de Kaliningrad (anciennement Königsberg), et délimité dans la partie russe à l'est par la ville de Bagrationovsk (anciennement Preußisch Eylau). Cette région naturelle de l'ancienne plaine prussienne (pl), une macro région géomorphologique de la Pologne (de) et de l'oblast de Kaliningrad. Cette plaine fait partie de la plaine baltique orientale-biélorusse (pl), une division de la plaine d'Europe orientale.
Le Stablack est une vaste plaine caractérisé par des moraines vestiges de la glaciation vistulienne, qui s'étendent dans le cours moyen de l'Alle, dans le cours inférieur du Passarge, ainsi que dans ses affluents à ce dernier que sont le Drewenz et le Frisching. L'altitude atteint 200 mètres d'altitude dans la zone de Wildenhoff, avec le Scholossberg (en polonais : Góra Zamkowa) à Kolniszki (en) près de Wildenhoff comme le point culminant avec ses 215,5 mètres.
Il y a de très nombreuses pierres de toutes tailles dans la région à cause de ces moraines, particulièrement dans le triangle de terrain entre Kupgalle, Kandyty (Kanditten) et Lelkowo (Lichtenfeld).
Les différents petites collines et reliefs sont interrompus par des plaines plus ou moins vallonnées, avec des champs, pâturages, prairies, forêts et landes. Dans le Hochstalack, certaines forêts comme de Goida sont très préservées, et très denses,.

## Histoire

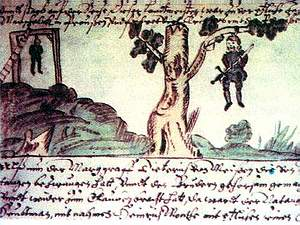
Corps de Herkus Monte pendu, tableau médiéval

Sous la domination teutonique, la vaste zone était alors couverte de forêts, si difficile à pénétrer que, traqué par l'ordre, Herkus Monte, chef prussien, s'y réfugia ; il fut finalement capturé et pendu par les chevaliers en 1272.
Pendant les siècles qui suivirent, quand le défrichement était modéré et la forêt dense, le Stabblackwald  (c'est-à-dire « la forêt du Stablack ») servit de refuge aux populations.
En 1934, la zone d'entraînement militaire du Stablack (de) de la Wehrmacht, couvrait une superficie de 10 000 hectares. Intégrée à l'URSS, après la guerre, elle fut utilisée, comme champ de manœuvres de l'Armée rouge, puis de l'armée russe.